# Dolnooharská tabule
Dolnooharská tabule (název podle řeky Ohře, která se dříve nazývala též Ohara) je geomorfologický celek ležící v západní části oblasti Středočeská tabule. Zaujímá jižní polovinu okresu Litoměřice, východ okresu Louny, severní třetinu okresu Kladno a západní pomezí okresu Mělník. Nejvyšším bodem je legendami opředená hora Říp (461 m n. m.).

## Poloha a sídla
Území celku se rozkládá zhruba mezi sídly Litoměřice (na severu), Hoštka a Mělník (na severovýchodě), Kralupy nad Vltavou na jihovýchodě, Slaný (na jihu), Měcholupy na jihozápadě, Postoloprty (na západě) a Libčeves (na severozápadě). Zcela uvnitř celku se z větších měst nacházejí Louny, Lovosice, Roudnice nad Labem a převážná část Štětí a Kralup nad Vltavou. Z dalších menších sídel pak např. Libochovice, Terezín, Velvary či Zlonice.

## Charakter území
Dolnooharská tabule má ráz členité pahorkatiny s výškovou členitostí 50–150 m tvořená svrchnokřídovými slínovci a písčitými slínovci, prachovci, pískovci, permokarbonskými sedimentárními horninami a třetihorními vulkanity. Vyznačuje se převážně destrukčním reliéfem, postiženým různě intenzivními neotektonickými pohyby ker, s rozsáhlými strukturně denudačními plošinami, svahy při zlomových liniích a vzácnými neovulkanickými suky. Ve východních a severovýchodních částech se uplatňuje akumulační reliéf pleistocenních říčních teras.

## Geomorfologické členění
Celek Dolnooharská tabule (dle značení Jaromíra Demka VIB-1) se geomorfologicky člení na tři podcelky: Hazmburská tabule (VIB-1A) na severozápadě, Řipská tabule (VIB-1B) na východě a jihovýchodě a Terezínská kotlina (VIB-1C) na severovýchodě.
Tabule sousedí s celky Středolabská tabule a Jizerská tabule na východě, Ralská pahorkatina na severovýchodě, Pražská plošina a Džbán na jihu, Rakovnická pahorkatina na jihozápadě, České středohoří na severu a severovýchodě a Mostecká pánev na západě.
Kompletní geomorfologické členění Dolnooharské tabule uvádí následující tabulka:
| Geomorfologické členění Dolnooharské tabule                            | Geomorfologické členění Dolnooharské tabule | Geomorfologické členění Dolnooharské tabule |
| ---------------------------------------------------------------------- | ------------------------------------------- | ------------------------------------------- |
| ČESKÁ VYSOČINA • Česká tabule • Středočeská tabule                     |                                             |                                             |
| HAZMBURSKÁ TABULE                                                      | Klapská tabule                              | Hazmburk (429 m)                            |
| HAZMBURSKÁ TABULE                                                      | Dolnooharská niva                           |                                             |
| HAZMBURSKÁ TABULE                                                      | Lounská pahorkatina                         |                                             |
| HAZMBURSKÁ TABULE                                                      | Smolnická stupňovina                        |                                             |
| ŘIPSKÁ TABULE                                                          | Perucká tabule                              |                                             |
| ŘIPSKÁ TABULE                                                          | Krabčická plošina                           | Říp (461 m)                                 |
| TEREZÍNSKÁ KOTLINA                                                     | Bohušovická rovina                          |                                             |
| TEREZÍNSKÁ KOTLINA                                                     | Budyňská pahorkatina                        | Mrchový kopec (211 m)                       |
| TEREZÍNSKÁ KOTLINA                                                     | Polepská rovina                             |                                             |
| TEREZÍNSKÁ KOTLINA                                                     | Oharská niva                                |                                             |
| TEREZÍNSKÁ KOTLINA                                                     | Roudnická brána                             |                                             |
| PROVINCIE • Subprovincie • Oblast / Celek / PODCELEK • Okrsek • Vrchol |                                             |                                             |

## Významné vrcholy
- Říp (461 m), Řipská tabule
- Hazmburk (429 m), Hazmburská tabule
- V Březinách (388 m), Hazmburská tabule
- Draha (355 m), Hazmburská tabule
- Na Drahách (348 m), Řipská tabule
- Bytiny (338 m), Hazmburská tabule
- Ovčí vrch (317 m), Hazmburská tabule
- Řipec (313 m), Řipská tabule
- Baba (306 m), Hazmburská tabule
- Mrchový kopec (211 m), Terezínská kotlina

## Fotogalerie

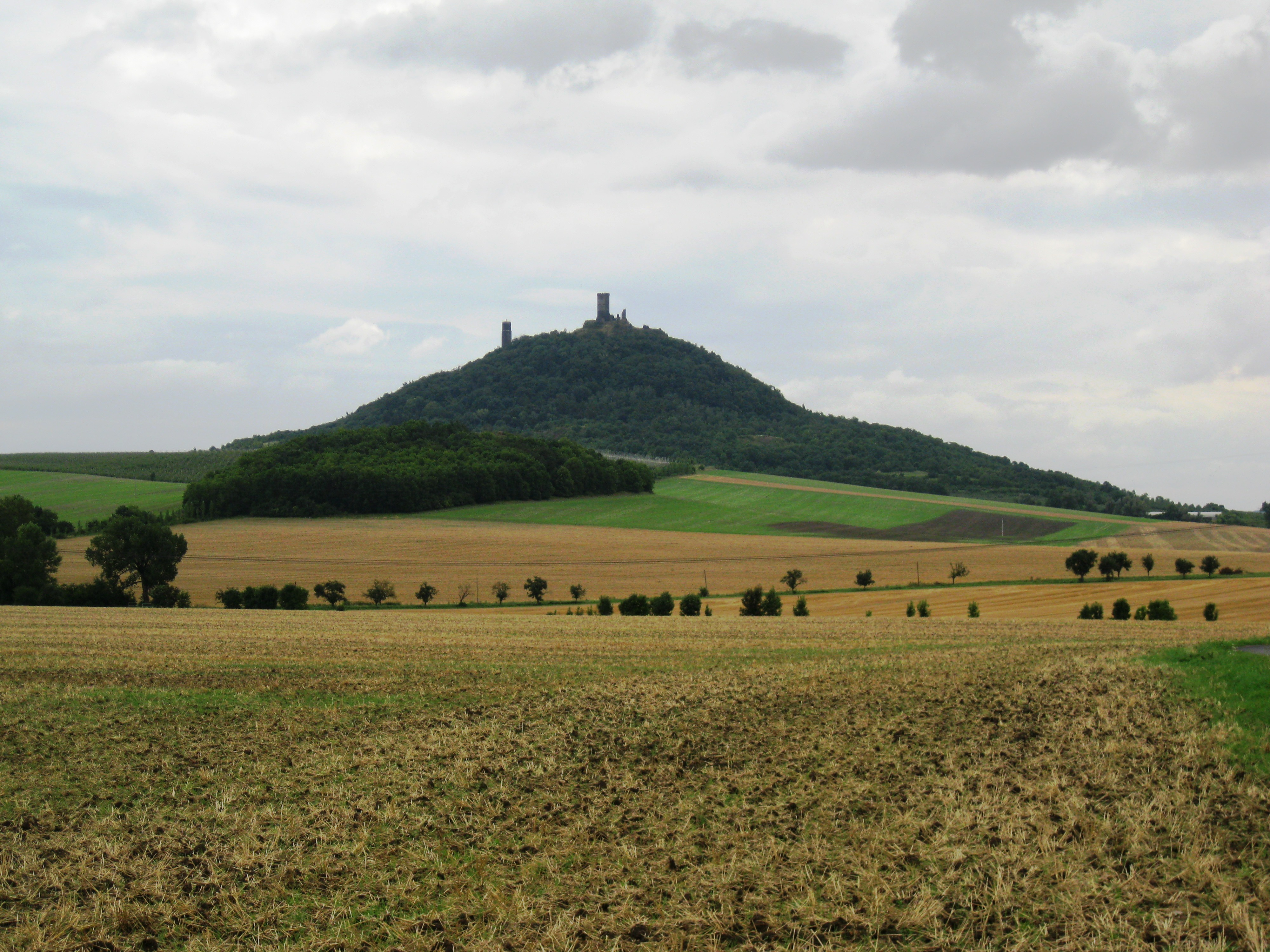
Vrch Hazmburk
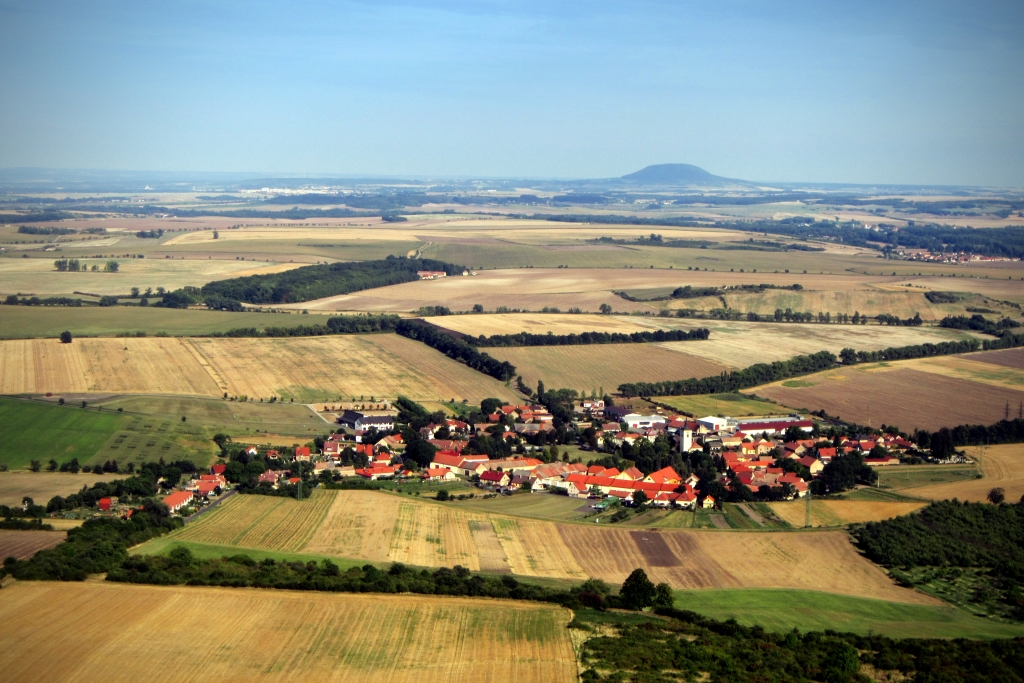
Hazmburská tabule a Slatina z Hazmburku, v dáli Říp
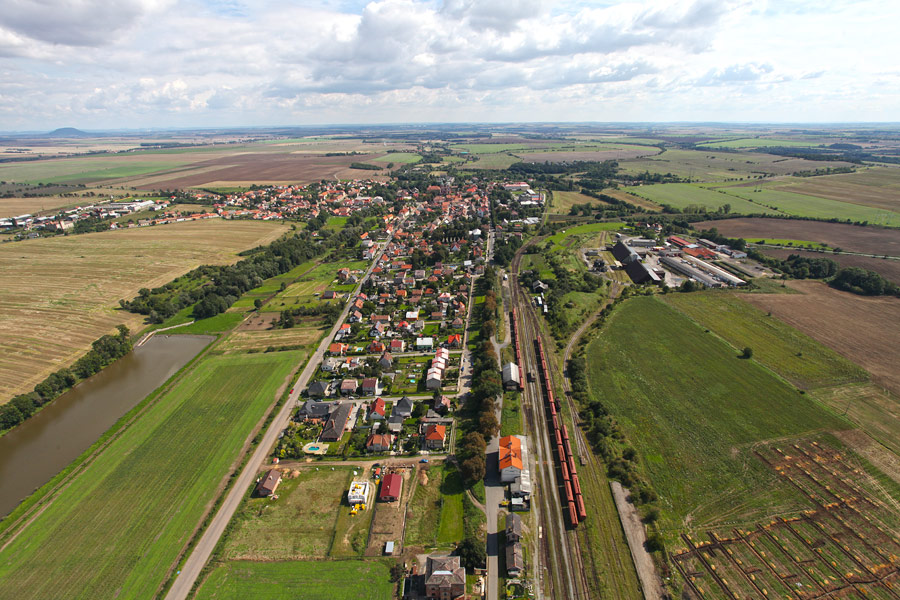
Zlonice v Řipské tabuli
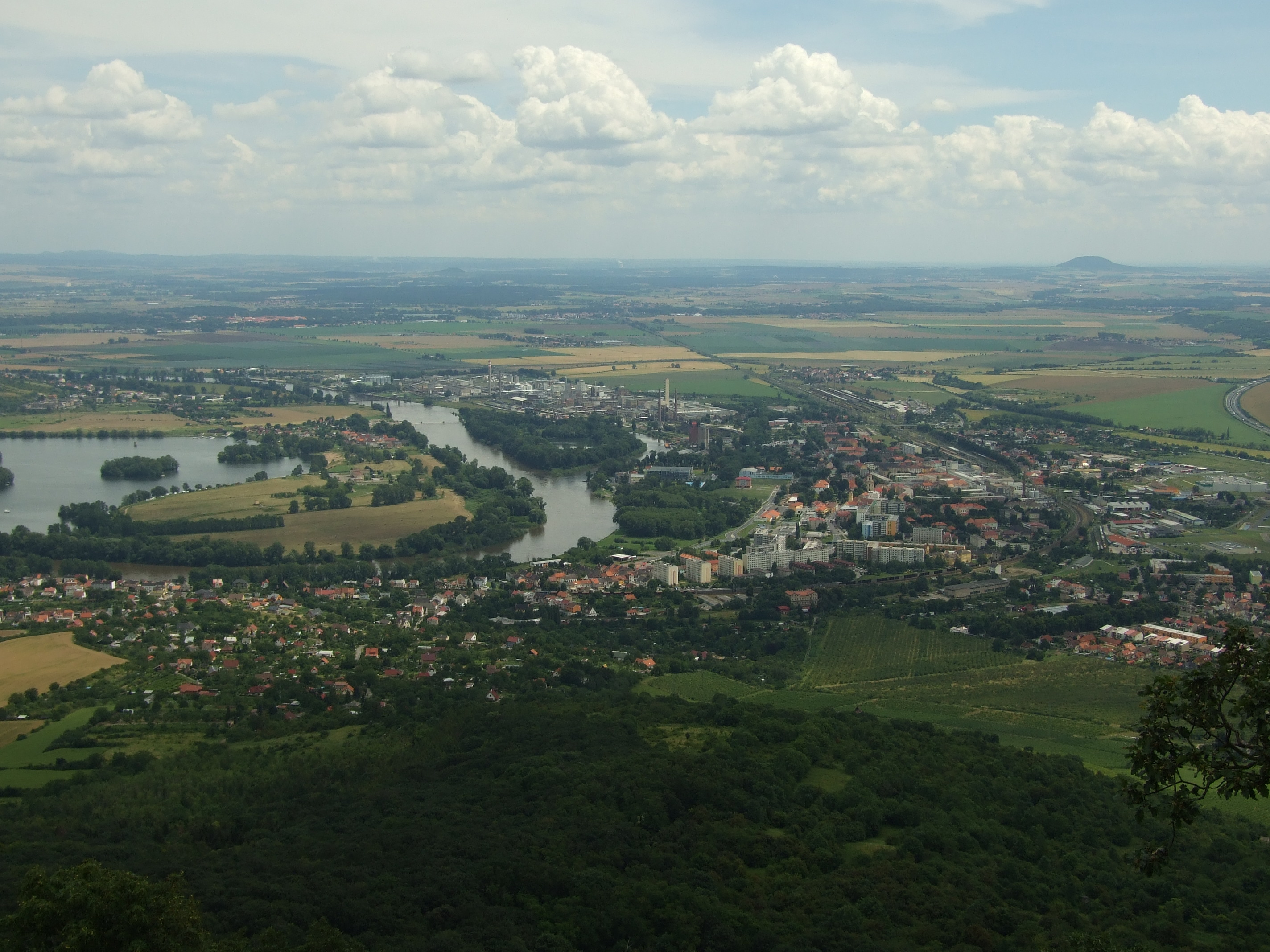
Lovosice a Labe z vrchu Lovoš
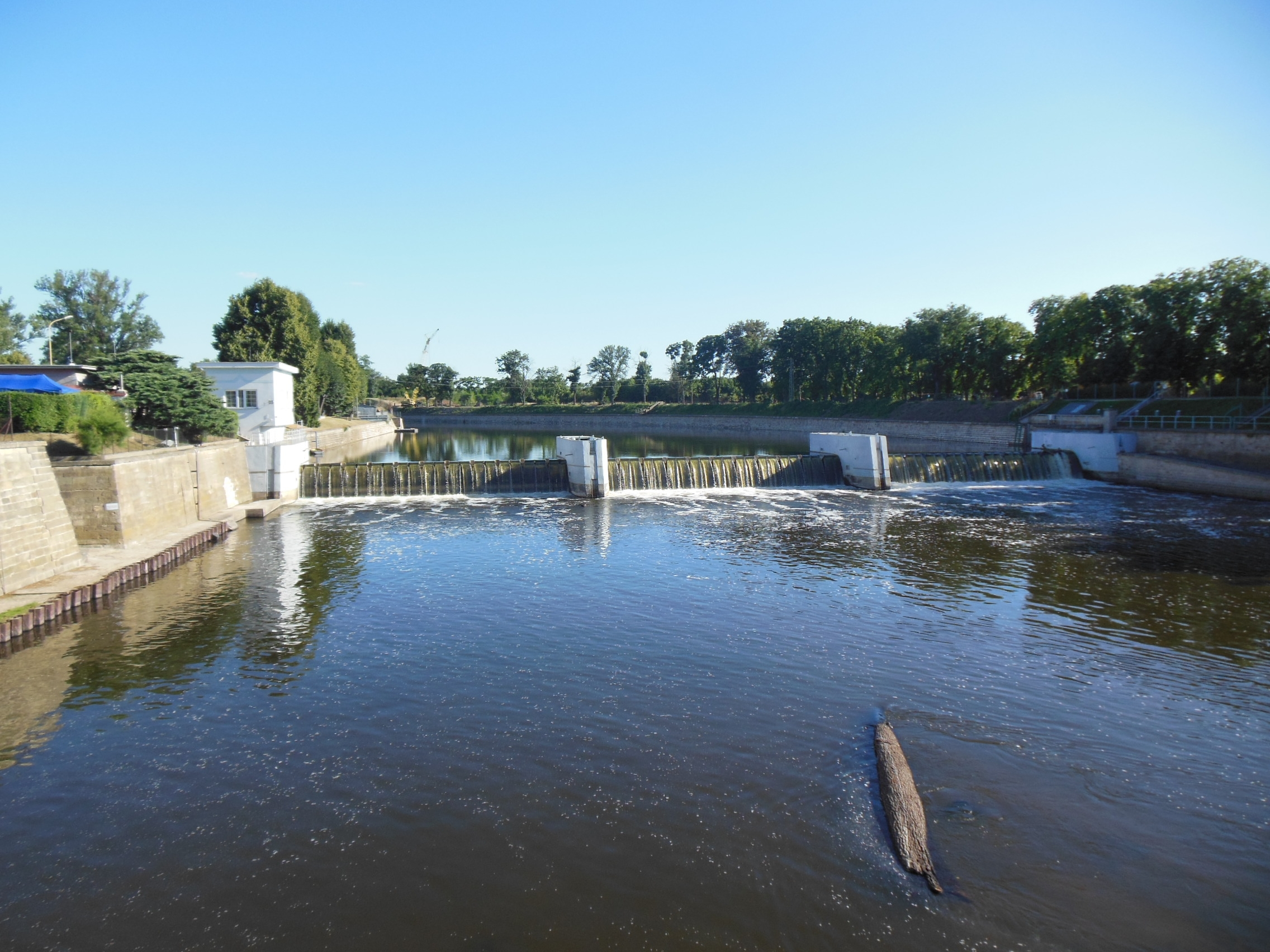
Jez na Ohři v Terezíně
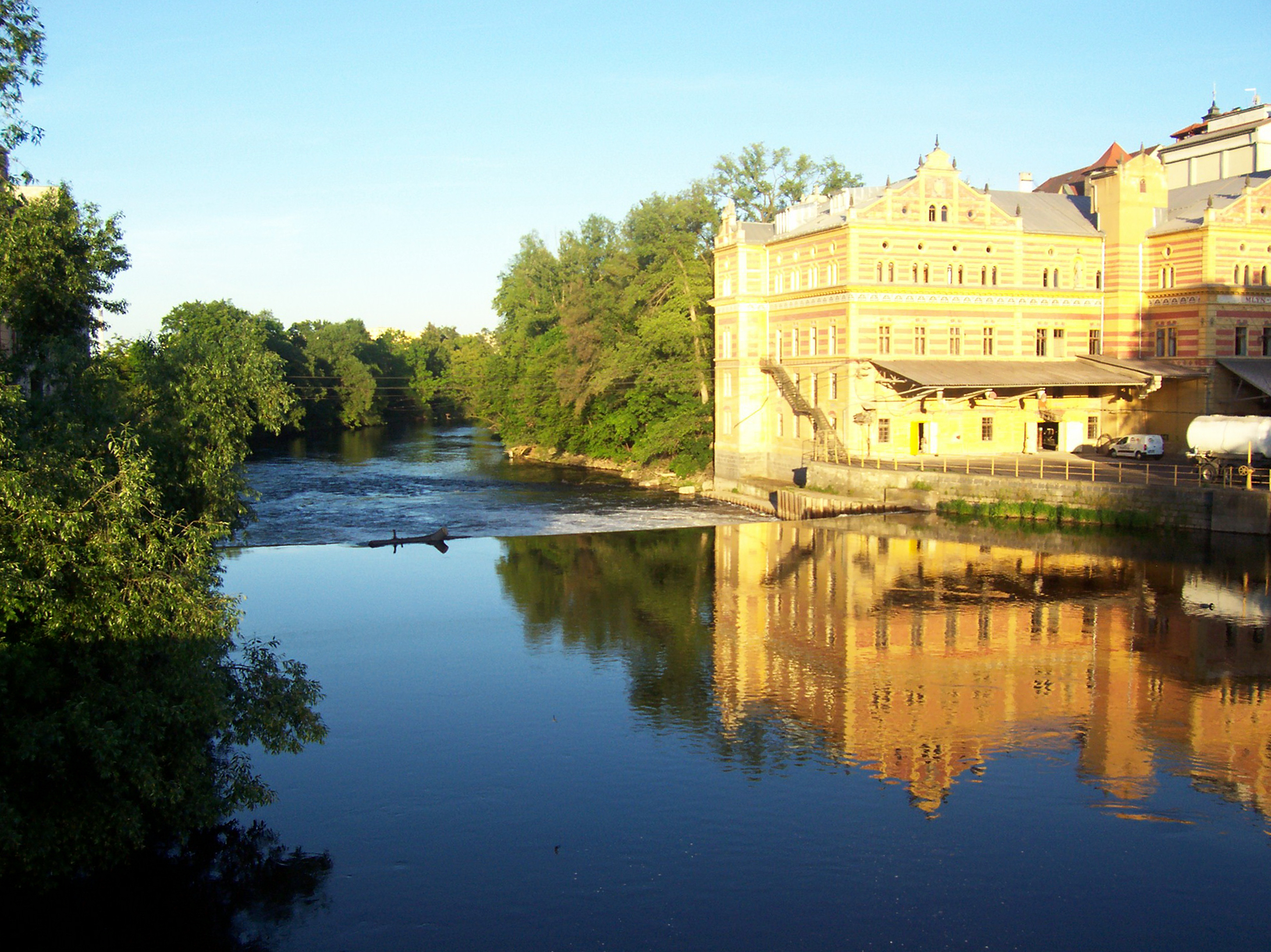
Jez na Ohři v Lounech a Jiráskův mlýn